# 捕食者系魔法少女
『捕食者系魔法少女』（ほしょくしゃけいまほうしょうじょ）は、バショウ科バショウ属による日本のライトノベル。イラストは東西が担当している。Web版は『ハーメルン』にて2022年7月から、『カクヨム』にて2023年2月からそれぞれ連載中で、書籍版はファミ通文庫 (KADOKAWA) より2024年3月から刊行されている。
人間を苗床にする異界の怪物によって人類が脅かされる世界を舞台に、蟲を操って怪物を捕食させる魔法少女を描くダーク・ファンタジー。
メディアミックスとして、丸智之によるコミカライズが『ガンガンONLINE』アプリ版にて2024年11月から連載中。
物語の内容については書籍版に準拠して記載する。

## あらすじ
5年前、人間を苗床にする異界の侵略者・インクブスが出現し、人類に甚大な被害をもたらすようになった。インクブスに対抗する存在として、マジックと呼ばれる超常の力に目覚めた少女・ウィッチが世界中でインクブスと戦いを繰り広げていた。
東蓮花はインセクト・ファミリアを率いるウィッチ・シルバーロータスに変身し、表舞台には姿を見せずにインクブスを駆逐する日々を送る。序列上位のウィッチであるナンバーズは、実績を積んでいくシルバーロータスに注目し、情報を得るために頻繁にお茶会に誘うがそのたびに断られる。一方で異界に送り込まれたファミリアによる侵略を受けたインクブスは、正体不明のシルバーロータスを災厄のウィッチとして敵視し始める。
第1巻
シルバーロータスはインクブスから新米らしきウィッチ・アズールノヴァの窮地を救う。これまで助けてきたウィッチからはファミリアの姿によって忌避されてきたが、逆にアズールノヴァからはファンだと告げられる。後日偶然再会して共闘するが、アズールノヴァはシルバーロータスのファミリアに臆する様子もなく、新米と思えない実力を発揮して難なくインクブスを屠る。
蓮花は妹の東芙花から学校に出没するお化けの噂を聞き、インクブスの仕業と判断して駆逐に向かい、ナンバーズのゴルトブルームと遭遇する。ゴルトブルームによる大火力のマジックを危惧して後を追い、インクブスの劇薬で敗北した彼女を救って校舎を破壊することなくインクブスを倒す。
蓮花はクラスメイトの田中との会話で、シルバーロータスの写真が流出していることを知る。旧首都をテリトリーとしていたシルバーロータスはウィッチによる盗撮だと考え、アズールノヴァに自分を尾行したか問うが否定される。シルバーロータスから事情を聞いたアズールノヴァは問題の解決を申し出て、アリスドールを盗撮の犯人だと突き止めて密かに粛清する。
シルバーロータスはナンバーズのベニヒメから接触を受け、先日ゴルトブルームを助けた件で礼を言われる。これまで交流を避けてきた他のウィッチと関わる機会が増える一方で、蓮花は学校でもクラスメイトの金城静華や政木律と接点をもつ。
異界のインクブスはファミリアの侵入経路から災厄のウィッチが日本にいることを突き止め、正体を掴み打倒すべく遠征軍を編成する。蓮花はインクブスの動向の変化から大規模な侵攻を予測し、テリトリーである旧首都の地下鉄駅を故意に手薄にすることで遠征軍を誘い出し、一夜で殲滅する。
第2巻
地下鉄駅での殲滅戦から2週間後、蓮花の周囲ではインクブスの出現数が減少したが、同時にファミリアの維持に必要なエナの供給も心許なくなっていた。一方で、シルバーロータスは日本を守護してきたウィッチとして国外の軍事組織からも注目されるようになる。アズールノヴァはレッドクイーンを協力させ、シルバーロータスの障害になり得る存在を排除するために暗躍する。
アメリカ軍に所属するウィッチのモーガン・リーヴィスは避難民を装いシルバーロータスと接触するが、尾行のドローンをアズールノヴァによって撃墜されたことでシルバーロータスを警戒させる結果となる。中国のウィッチである黒狼はシルバーロータスの助力を得るために仲間の武装勢力とともに不法入国する。
シルバーロータスはアズールノヴァたちから、旧首都での尾行者がインクブスに操られたウィッチだと教えられる。ウィッチ同士で戦う心的ストレスを案じてこれ以上関わらないよう警告するが、アズールノヴァの意志を変えることはできず受け入れざるを得なくなる。
シルバーロータスは、洗脳された6人のウィッチを引き連れたインクブスの駆逐に臨む。敵対関係にあるアメリカと中国の部隊は、それぞれシルバーロータスへの接触を図る中で鉢合わせて交戦に入る。洗脳されたウィッチの無力化とインクブスの撃破には成功するが、モーガンらと黒狼、そして介入してきたダリアノワール、ユグランス、プリマヴェルデら日本のナンバーズが三つ巴で一触即発の状態になる。
シルバーロータスはファミリアを駆使し、軍事組織の通信を麻痺させ、一帯のマジックを無力化することで鎮圧する。モーガンと黒狼の両者の話を聞いた上で、どちらの協力も救援もしないが、インクブスを駆逐するために国外へファミリアを派遣することを約束する。直後に、不法入国した黒狼の組織の制圧を目的とした日本国防軍が現れる。黒狼は交戦を回避しつつ離脱するために仲間のもとへ向かうが、アズールノヴァに倒されて身柄を国防軍に確保される。
後日、シルバーロータスはまずインクブスの巣窟になっていた朝鮮半島へファミリアを送り込み、インクブスを殲滅し始める。

## 登場キャラクター

### ウィッチ
東 蓮花（）
高校2年生の少女。女神を自称する存在によって転生させられた成人男性の記憶を持つ。インクブスが存在しなかった前世の常識を基準とし、年端もいかない子どもが戦う今世の常識を認めず、女神の悪趣味な世界に反抗したいというエゴのもとでインクブスを駆逐する。
シルバーロータス
蓮花が変身するウィッチ。ウィッチナンバー13。銀髪赤眼で、鼠色のフード付きオーバーコートを羽織っている。
使用できるマジックはインセクト・ファミリアの召喚のみで、エナの供給比率をファミリアに傾けているため、自身のエナは微弱で大した力を持たない。獲物はククリナイフ。
華やかさを捨てて実用性を重視した姿や戦い方は一般的なウィッチと異なり、一部の例外を除き遭遇した者の多くから忌避される。
レギ
シルバーロータスのパートナー。アダンソンハエトリを模している。シルバーロータスの左肩を定位置にし、ファミリアからのテレパシーの処理やインクブスを駆逐する作戦立案の補佐を担当する。
インセクト・ファミリア
シルバーロータスのファミリア。いずれも蟲（節足動物）の姿を模しているが、サイズは原種を大きく上回る。インクブスを捕食することでエナを獲得し、インクブスを苗床にして異界へ侵略する。

アズールノヴァ
蒼いドレスに身を包んだ、碧眼のウィッチ。パートナーを連れていない。シルバーロータスからは新米だと思い込まれているが、戦闘では新米らしからぬ高い実力を発揮しており、ウィッチナンバー4のナンバーズとの関係が示唆されている。
獲物は身の丈ほどもあるソード。本来は不可視であるエナを濃縮し、蒼い燐光として放射する。
かつて自分を救ったシルバーロータスに心酔し、敵とみなした対象は容赦なく排除する。
ゴルトブルーム
金髪金眼で、聖職者を思わせる純白の衣装を身に纏ったウィッチ。ウィッチナンバー8のナンバーズ。
本来はインファイターだが、ナンバーズの中でもエナの制御に長けており、接近戦では浮遊する大楯を従えて敵を退け、遠距離戦ではカノン砲による大火力を投射するさまから、要塞の二つ名を得ている。
カタリナ
ゴルトブルームのパートナー。十字架を模している。

ベニヒメ
狐の耳と尾を生やし、紅の和装に身を包んだ翠眼のウィッチ。ウィッチナンバー9のナンバーズ。パートナーは勾玉を模している。マジックを主力とし、インクブスのみを可燃物とする蒼い焔で攻撃する。のんびりした口調で、緊張感がない。
黒澤 牡丹（）
蓮花のクラスメイト。髪をアッシュグレイに染めて制服を着崩した女子生徒。人懐こいようで気まぐれな性格をしている。
ダリアノワール
黒澤が変身するウィッチ。ウィッチナンバー6のナンバーズ。瞳は琥珀色。とんがり帽子を被った黒い魔女の姿をしている。
トム
ダリアノワールのパートナー。黒猫の姿を模したり、ライフルやマシンガンに変形したりする。人を食ったような胡散臭い話し方をする。

白石 胡桃（）
蓮花のクラスメイトで、図書委員の女子生徒。無表情かつ事務的な声で話す。
ユグランス
白石が変身するウィッチ。ウィッチナンバー10のナンバーズ。瞳は紫色。クラウンを被り、金の装飾が施された紅白の軍装に身を包んでおり、トランプのキングを彷彿とさせる。機械仕掛けの近衛兵を率いる。

御剣 菖（）
黒澤の友人の1人。良家の子女らしく、丁寧な言葉遣いをする。
プリマヴェルデ
御剣が変身するウィッチ。ウィッチナンバー11のナンバーズ。瞳は朱色。白磁の鎧の上に浅緑のサーコートを纏っており、騎士を彷彿とさせる。
グリム
プリマヴェルデのパートナー。フクロウを模している。

アリスドール
エプロンドレス姿のウィッチ。ウィッチナンバー411。パートナーは懐中時計を模している。あらゆる知覚から消失するマジックを使うが、エナが透過する場所を見通すことができる相手には通用しない。人形の蒐集癖があり、ウィッチの写真を熱心に収集している。
レッドクイーン
赤いドレスに赤い瞳のウィッチ。名前や衣装に反して、気弱で小動物を彷彿とさせる。アズールノヴァ同様、パートナーを連れていない。懐中時計を操作し空間を置換するマジックを使用する。
かつてシルバーロータスの写真をネット上で拡散し、アズールノヴァに「前身」の首を刎ねられたらしく、アリスドールとの関係が示唆されている。
ゴースト7
アメリカ軍に所属する4人のウィッチ。4人とも白化した髪に青い瞳をもち、星条旗を縫い付けられた灰色のロングコートを羽織る。
モーガン・リーヴィス
ゴースト7のリーダー。
シルビア・カーライル
ゴースト7のムードメーカー。
レイラ・コーンウェル
獲物はロングソード。
クレア・スターリング
獲物はショットガン。常にフラットな表情を崩さない。

黒狼（）
中国のウィッチ。ウィッチナンバー2で、大陸最高戦力とされる。パートナーは髪飾りを模している。
瞳の色は黄金。黒い狼のような耳と尾を生やしている。献身的だが、常にエナを放射し続けている影響で、変身時の人体の変化を戻せなくなった。

### その他の人物
東 芙花（）
蓮花の妹。小学生。明るい性格で、交友関係が広い。
金城 静華（）
蓮花のクラスメイト。大和撫子然とした女子生徒。シモフリスズメの絵が上手い。
政木 律（）
蓮花のクラスメイト。長い三つ編みの女子生徒。のんびりした口調で話す。
田中（）
蓮花のクラスの男子生徒。ウィッチの熱烈なファン。

## 作中設定

### 世界観
エナ
いわゆる生命力、魂から溢れたエネルギー。それ以上のエナを抽出するには生命を削らなければならなくなるため、ウィッチには放射量を制限するバウンダリが存在する。
マジック
ウィッチやインクブスが使う超常の力。エナがあれば大概の事象を可能にする。

### ウィッチ関連
ウィッチ
世間の言葉を借りると魔法少女に相当し、潤沢なエナをもつ少女だけが変身できる人類の守護者。インクブスに敗北すると苗床にされて異界へ連れ去られるほか、洗脳されてインクブスの尖兵にされることもある。
ウィッチナンバー
実績と実力に応じてウィッチにつけられる序列。上位に位置するウィッチは「ナンバーズ」と呼称される。人格面は評価の対象にならず、ナンバー自体に権限や拘束力はない。
パートナー
ウィッチとともにインクブスと戦う存在。常に行動をともにし、助言を送るなどして精神面でもウィッチを支える。アズールノヴァによると、パートナーがいなくなったウィッチは調子を取り戻すまで弱いとされる。アズールノヴァなどの例外的にパートナーが存在しないウィッチについて、レギからは新世代のウィッチだと推測されている。
ファミリア
ウィッチの使い魔。存在の維持や進化のためにエナを必要とする疑似生命体。
オールドウィッチ
人類の味方を自負し、ウィッチのパートナーを派遣した存在。パートナーがその存在を語るのみで、自身は姿を見せない。

### インクブス関連
インクブス
異界から現れた人類の敵。雌は存在せず、人間の若年女性を苗床にしてエナを吸収することで繁殖する。死骸は処理を怠ると催淫効果のあるガスを発し、それを吸った男性を凶暴化させる。
目的は人類の滅亡ではなく家畜化だと推測されている。馬鹿ではないが忍耐力が低い、弱者を嬲らずにはいられない、愚者を嘲笑わずにはいられない、共通して品性下劣だと評される。
すべてのインクブスを束ねる存在は、輪郭が不確かな影のみの姿で同胞の前に現れる。
ポータル
異界へ通じる紅い渦。インクブスが女性を模ったオブジェを使って開く。通ることができるのはインクブスのエナを有する者のみで、それ以外はウィッチのマジックも含めてすべての攻撃を受け流す。

### 国家
日本
子どもの教育を放棄しておらず、文化的な国として機能している。一方で、ウィッチはアイドルのようにもてはやされ、神格化すらされており、敗北した場合の末路は周知されていない。
他国と異なりウィッチは民間から現れた者のみで、国防軍はウィッチを一切戦力化しておらず、政府はウィッチの活動に干渉しない。
かつて国防軍とインクブスが交戦した旧首都は無人で、インクブスの最多出現地域でもあり、シルバーロータスのテリトリーだが普通のウィッチからは忌避される。
アメリカ合衆国
インクブスによって東海岸の主要都市が失われ、50州のうち14州が陥落し、劣勢を強いられている。アメリカ軍は世界最多のウィッチが所属する軍隊となっている。
中華人民共和国
インクブスの傀儡軍閥を含む、複数の勢力が入り乱れている。黒狼が所属する旧北部戦区の人々は山東半島に追い込まれた。

## 制作背景
なぜ蟲が味方の魔法少女モノがないのか、という疑問から始まり、蟲が基本的に悪役で、主役の引き立て役になる風潮に対して「あんなに可愛いのに何故！」と憤りを覚えて執筆したという。当初は短編で、コマユバチが羽化するシーンまでしか執筆していなかったが、読者の応援を受けて連載化したという。
第2巻のあとがきでは、Web版の執筆時に要素を詰め込みすぎて収拾に苦労したことを振り返っており、書籍版では着地点はそのままだが話の流れを変えたことに言及している。

## 既刊一覧

### 小説
- バショウ科バショウ属（著）・東西（イラスト） 『捕食者系魔法少女』 KADOKAWA〈ファミ通文庫[注 1]〉、既刊3巻（2025年4月30日現在）
  1. 2024年3月29日初版発行（同日発売[98]）、ISBN 978-4-04-737846-9
  2. 2024年10月30日初版発行（同日発売[99]）、ISBN 978-4-04-738066-0
  3. 2025年4月30日発売[100]、ISBN 978-4-04-738317-3

### 漫画
- バショウ科バショウ属（原作）・丸智之（漫画）・東西（キャラクター原案） 『捕食者系魔法少女』 スクウェア・エニックス〈ガンガンコミックスONLINE〉、既刊1巻（2025年5月12日現在）
  1. 2025年5月12日発売[101][102]、ISBN 978-4-7575-9854-6